# Gerrit Horsten
Gerardus Antonius Maria „Gerrit” Horsten (ur. 16 kwietnia 1900 w Tilburgu, zm. 23 lipca 1961 w Arnhem) – piłkarz holenderski grający na pozycji pomocnika. W swojej karierze rozegrał 6 meczów w reprezentacji Holandii.

## Kariera klubowa
Swoją karierę piłkarską Horsten rozpoczął w zespole Willem II Tilburg. W 1925 roku przeszedł do SBV Vitesse, w którym grał do 1929 roku, czyli do końca swojej kariery.

## Kariera reprezentacyjna
W reprezentacji Holandii Horsten zadebiutował 6 czerwca 1924 roku w przegranym 1:2 meczu igrzysk olimpijskich w Paryżu z Urugwajem. Od 1924 do 1928 roku rozegrał w kadrze narodowej 6 meczów.